# Walihan Sailike
Walihan Sailike (ou en kazakh Walihan Serik/Уәлихан Серік), né le 3 mars 1992 dans le xian d'Emin en Xinjiang, est un lutteur chinois de l'ethnie kazakhe  spécialiste de la lutte gréco-romaine.

## Biographie
En 2018, il remporte l'une des médailles de bronze dans l'épreuve des 60 kg aux Championnats du monde de lutte organisés à Budapest, en Hongrie. Il a également participé à l'épreuve gréco-romaine masculine de 60 kg aux Jeux asiatiques de 2018 organisés à Jakarta, en Indonésie.
En 2019, il a participé à l'épreuve des 60 kg aux Championnats du monde de lutte organisés à Nur-Sultan, au Kazakhstan.
Il remporte l'une des médailles de bronze dans l'épreuve des 60 kg aux Jeux olympiques d'été de 2020 à Tokyo, au Japon : après une défaite en quart de finale face au JAponais Kenichiro Fumita, il est repêché et bat successivement Abdelkarim Fergat et Lenur Temirov.